# اوزلم تکین
اوزلم تکین (به ترکی استانبولی: Özlem Tekin) (۱۸ نوامبر ۱۹۷۱) خواننده، مجری برنامه تلویزیونی و بازیگر ترک است. شهرت وی بیشتر به دلیل آهنگ‌هایش است.
اوزلم تحصیلات خود را در زمینهٔ موسیقی کلاسیک غربی در دانشگاه حاجی‌تپه به پایان رسانده‌است.

## آلبوم‌ها
- Bana Bi'şey Olmaz - ۲۰۱۰
- 109876543210 - ۲۰۰۵
- Tek Başıma - ۲۰۰۲
- Laubali - ۱۹۹۹
- Öz - ۱۹۹۸
- Kime Ne - ۱۹۹۶